# Katharina Mahrenholtz

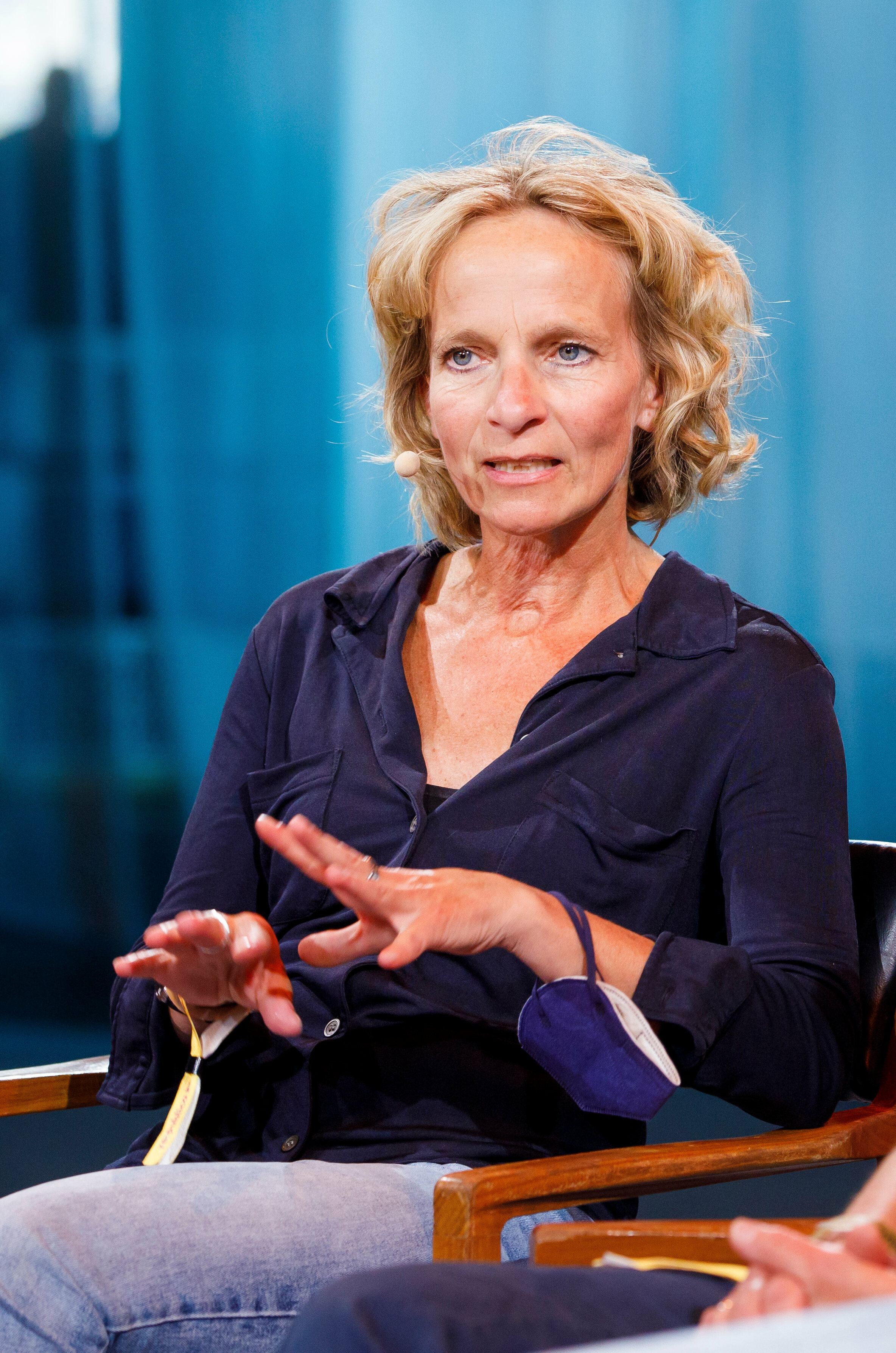
Katharina Mahrenholtz 2022 auf der Re:publica

Katharina Mahrenholtz (* 1970 in Braunschweig) ist eine deutsche Journalistin und Autorin.

## Leben
Nach der Schulausbildung studierte Mahrenholtz Angewandte Kulturwissenschaften an der Universität in Lüneburg. Nach dem Studium machte sie ein Volontariat beim Norddeutschen Rundfunk. Seit 1997 arbeitet sie als Redakteurin bei NDR Info und vorher bei NDR 4. Zu ihren Schwerpunktthemen gehören Kultur und Literatur. Zusammen mit der Illustratorin von Dawn Parisi schrieb sie viele Bücher, die auch in viele Sprachen übersetzt wurden.
Seit 2020 ist sie Host des Bücher-Podcasts eat.READ.sleep.
Katharina Mahrenholtz lebt mit ihrem Mann und drei Kindern in Hamburg.

## Auszeichnungen
- 2020: Journalistin des Jahres des Medium Magazin[3] in der Kategorie „Team“

## Werke (Auswahl)
- 2008 	Spielen! mit Illustrationen von Dawn Parisi, Sanssouci Verlag, ISBN 978-3-8363-0074-2
- 2009 		Babyzeit, Kinderzeit mit Illustrationen von Dawn Parisi, Sanssouci Verlag, ISBN 978-3-8363-0164-0
- 2015 	Literatur! : eine Reise durch die Welt der Bücher mit Illustrationen von Dawn Parisi, Hoffmann und Campe, Hamburg, ISBN 978-3-455-38116-0
- 2017 	Schriftstellerinnen! : Leben und Werke berühmter Autorinnen mit Illustrationen von Dawn Parisi, Atlantik Verlag, Hamburg, ISBN 978-3-455-37041-6
- 2020 	Allerhöchste Eisenbahn! mit Illustrationen von Dawn Parisi, Dudenverlag, Berlin, ISBN 978-3-411-74945-4